# نهر دارلينج
نهر دارلينج بالإنجليزية (Darling River) هو نهر رئيسي يقع في الجزء الجنوبي الشرقي من أستراليا. يعتبر ثاني أطول نهر في أستراليا، ويبلغ طوله تقريبا 1545 كيلومتر (960 ميل) من منابعه بعد نهر نهر كولجوا إلى التقائه بنهر موراي. يتمتع النهر بتاريخ غني، حيث كان مورداً مهما للسكان الأصليين الأستراليين لآلاف السنين، وأصبح فيما بعد مصدرا حيويا للمياه للرعاة وعمال المناجم والمستوطنين الآخرين الذين صنعوا منازلهم على طول ضفافه.

## التاريخ
رأى المستكشف تشارلز ستورت نهر دارلينج لأول مرة عندما واجهه في عام 1828 خلال رحلته الاستكشافية عبر المناطق الداخلية من القارة. تمت تسمية النهر على اسم السير رالف دارلينج، حاكم نيو ساوث ويلز في ذلك الوقت.
في منتصف القرن التاسع عشر، أصبح نهر دارلينج جزءا مهما من الصناعة الرعوية في أستراليا. أنشأ العديد من المستوطنين مراعي كبيرة للأغنام والماشية على طول ضفاف النهر، مستفيدين من التربة الخصبة وإمدادات المياه المستمرة. لعب النهر أيضا دورا رئيسيا في صناعة التعدين في البلاد، حيث يتم نقل الذهب والمعادن الأخرى على طوله.

مع نمو السكان وتوسع الصناعة، واجه نهر دارلينج تحديات بيئية كبيرة. كان للجفاف والإفراط في الاستخدام والتلوث آثارها على النهر وأنظمته البيئية. اليوم، تُبذل الجهود لاستعادة جودة النهر وضمان استمرار أهميته للأشخاص والحياة البرية التي تعتمد عليه.

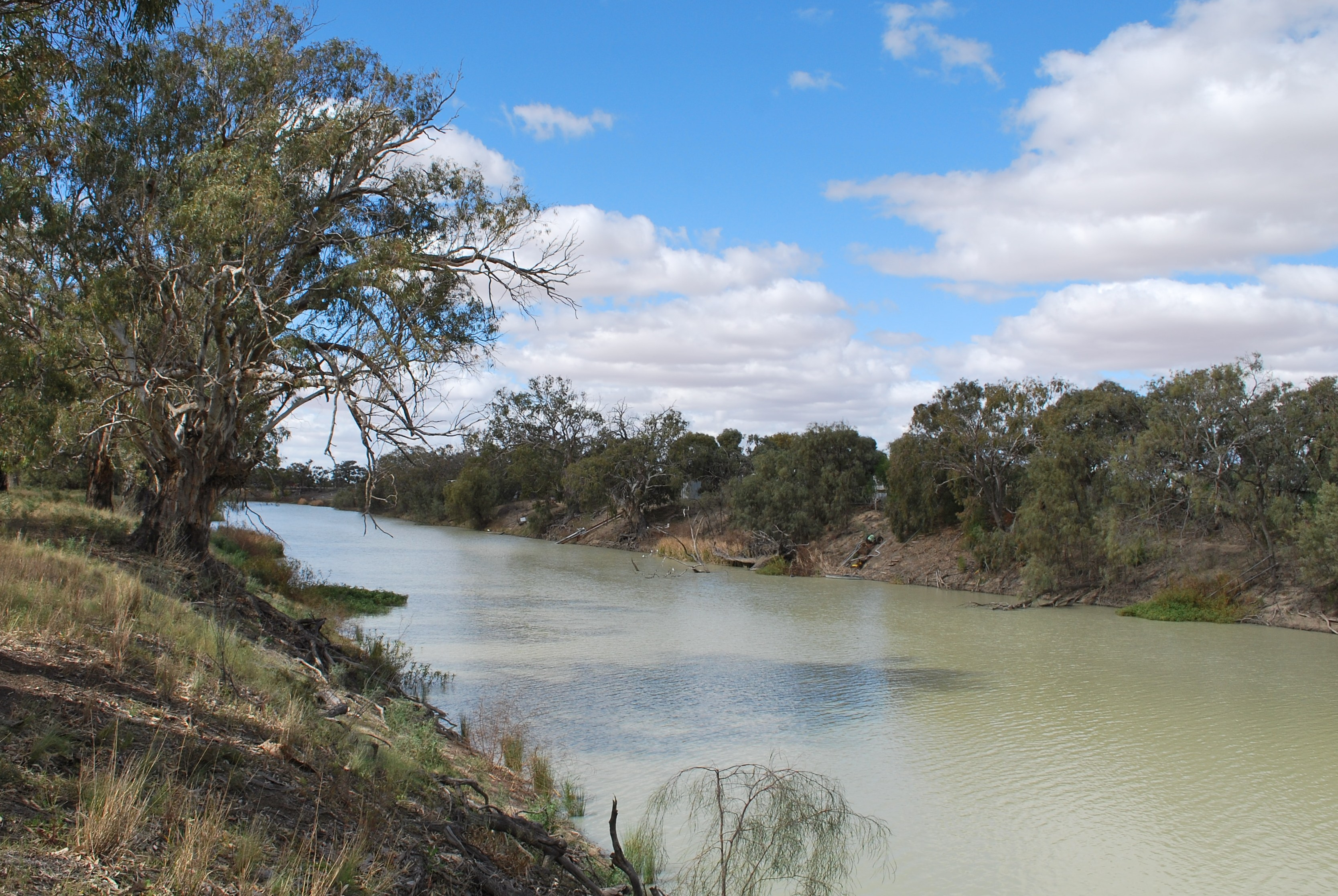
نهر دارلينجكم